# Códigos dos países (L)
- A
- B
- C
- D–E
- F
- G
- H–I
- J–K
- L
- M
- N
- O–Q
- R
- S
- T
- U–Z

## Laos
| ISO 3166-1 numérico 418         | ISO 3166-1 alfa-3 LAO    | ISO 3166-1 alfa-2 LA              | ICAO cod aeroporto prefixo(s) VL  |
| E.164 cód tel(s) +856           | COI cód país —           | TLD cod país .la                  | ICAO aeronave regis. prefixo(s) — |
| E.212 Mobile código país(s) 457 | OTAN Cód três-letras —   | OTAN Cód duas-letras (obsoleto) — | LOC MARC código(s) LS             |
| ITU Marítima ID (s) —           | ITU código de letras LAO | FIPS código de país(es) LA        | Licença código chapa LAO          |
| GS1 GTIN prefixo(s) —           | UNDP códigos de país LAO | WMO códigos de país LA            | ITU prefixos indicativo XWA-XWZ   |

## Letônia
| ISO 3166-1 numérico 428         | ISO 3166-1 alfa-3 LVA    | ISO 3166-1 alfa-2 LV              | ICAO cod aeroporto prefixo(s) EV  |
| E.164 cód tel(s) +371           | COI cód país —           | TLD cod país .lv                  | ICAO aeronave regis. prefixo(s) — |
| E.212 Mobile código país(s) 247 | OTAN Cód três-letras —   | OTAN Cód duas-letras (obsoleto) — | LOC MARC código(s) LV             |
| ITU Marítima ID (s) —           | ITU código de letras LVA | FIPS código de país(es) LG        | Licença código chapa LV           |
| GS1 GTIN prefixo(s) 475         | UNDP códigos de país LAT | WMO códigos de país LV            | ITU prefixos indicativo YLA-YLZ   |

## Líbano
| ISO 3166-1 numérico 422         | ISO 3166-1 alfa-3 LBN    | ISO 3166-1 alfa-2 LB              | ICAO cod aeroporto prefixo(s) OL  |
| E.164 cód tel(s) +961           | COI cód país —           | TLD cod país .lb                  | ICAO aeronave regis. prefixo(s) — |
| E.212 Mobile código país(s) 415 | OTAN Cód três-letras —   | OTAN Cód duas-letras (obsoleto) — | LOC MARC código(s) LE             |
| ITU Marítima ID (s) —           | ITU código de letras LBN | FIPS código de país(es) LE        | Licença código chapa RL           |
| GS1 GTIN prefixo(s) 528         | UNDP códigos de país LEB | WMO códigos de país LB            | ITU prefixos indicativo ODA-ODZ   |

## Lesoto
| ISO 3166-1 numérico 426         | ISO 3166-1 alfa-3 LSO    | ISO 3166-1 alfa-2 LS              | ICAO cod aeroporto prefixo(s) FX  |
| E.164 cód tel(s) +266           | COI cód país —           | TLD cod país .ls                  | ICAO aeronave regis. prefixo(s) — |
| E.212 Mobile código país(s) 651 | OTAN Cód três-letras —   | OTAN Cód duas-letras (obsoleto) — | LOC MARC código(s) LO             |
| ITU Marítima ID (s) —           | ITU código de letras LSO | FIPS código de país(es) LT        | Licença código chapa LS           |
| GS1 GTIN prefixo(s) —           | UNDP códigos de país LES | WMO códigos de país LS            | ITU prefixos indicativo 7PA-7PZ   |

## Libéria
| ISO 3166-1 numérico 430         | ISO 3166-1 alfa-3 LBR    | ISO 3166-1 alfa-2 LR              | ICAO cod aeroporto prefixo(s) GL                                   |
| E.164 cód tel(s) +231           | COI cód país —           | TLD cod país .lr                  | ICAO aeronave regis. prefixo(s) —                                  |
| E.212 Mobile código país(s) 618 | OTAN Cód três-letras —   | OTAN Cód duas-letras (obsoleto) — | LOC MARC código(s) LB                                              |
| ITU Marítima ID (s) —           | ITU código de letras LBR | FIPS código de país(es) LI        | Licença código chapa LB                                            |
| GS1 GTIN prefixo(s) —           | UNDP códigos de país LIR | WMO códigos de país LI            | ITU prefixos indicativo 5LA-5MZ, 6ZA-6ZZ, A8A-A8Z D5A-D5Z, ELA-ELZ |

## Líbia
| ISO 3166-1 numérico 434         | ISO 3166-1 alfa-3 LBY    | ISO 3166-1 alfa-2 LY              | ICAO cod aeroporto prefixo(s) HL  |
| E.164 cód tel(s) +218           | COI cód país —           | TLD cod país .ly                  | ICAO aeronave regis. prefixo(s) — |
| E.212 Mobile código país(s) 606 | OTAN Cód três-letras —   | OTAN Cód duas-letras (obsoleto) — | LOC MARC código(s) LY             |
| ITU Marítima ID (s) —           | ITU código de letras LBY | FIPS código de país(es) LY        | Licença código chapa LAR          |
| GS1 GTIN prefixo(s) 624         | UNDP códigos de país LIB | WMO códigos de país LY            | ITU prefixos indicativo 5AA-5AZ   |

## Liechtenstein
| ISO 3166-1 numérico 438         | ISO 3166-1 alfa-3 LIE    | ISO 3166-1 alfa-2 LI              | ICAO cod aeroporto prefixo(s) —         |
| E.164 cód tel(s) +423           | COI cód país —           | TLD cod país .li                  | ICAO aeronave regis. prefixo(s) —       |
| E.212 Mobile código país(s) 295 | OTAN Cód três-letras —   | OTAN Cód duas-letras (obsoleto) — | LOC MARC código(s) LH                   |
| ITU Marítima ID (s) —           | ITU código de letras LIE | FIPS código de país(es) LS        | Licença código chapa FL                 |
| GS1 GTIN prefixo(s) —           | UNDP códigos de país LIE | WMO códigos de país —             | ITU prefixos indicativo HB / HB0 / HB3Y |

## Lituânia
| ISO 3166-1 numérico 440         | ISO 3166-1 alfa-3 LTU    | ISO 3166-1 alfa-2 LT              | ICAO cod aeroporto prefixo(s) EY  |
| E.164 cód tel(s) +370           | COI cód país —           | TLD cod país .lt                  | ICAO aeronave regis. prefixo(s) — |
| E.212 Mobile código país(s) 246 | OTAN Cód três-letras —   | OTAN Cód duas-letras (obsoleto) — | LOC MARC código(s) LI             |
| ITU Marítima ID (s) —           | ITU código de letras LTU | FIPS código de país(es) LH        | Licença código chapa LT           |
| GS1 GTIN prefixo(s) 477         | UNDP códigos de país LIT | WMO códigos de país LT            | ITU prefixos indicativo LYA-LYZ   |

## Luxemburgo
| ISO 3166-1 numérico 442         | ISO 3166-1 alfa-3 LUX    | ISO 3166-1 alfa-2 LU              | ICAO cod aeroporto prefixo(s) EL  |
| E.164 cód tel(s) +352           | COI cód país —           | TLD cod país .lu                  | ICAO aeronave regis. prefixo(s) — |
| E.212 Mobile código país(s) 270 | OTAN Cód três-letras —   | OTAN Cód duas-letras (obsoleto) — | LOC MARC código(s) LU             |
| ITU Marítima ID (s) —           | ITU código de letras LUX | FIPS código de país(es) LU        | Licença código chapa L            |
| GS1 GTIN prefixo(s) 540-549     | UNDP códigos de país LUX | WMO códigos de país BX            | ITU prefixos indicativo LXA-LXZ   |